# Juan Domínguez Lamas
Juan Domínguez Lamas (Pontedeume, la Corunya, 8 de gener de 1990) és un futbolista gallec. Juga de centrecampista i el seu club actual és el SK Sturm Graz.

## Trajectòria esportiva
Va tenir el seu primer contacte amb el futbol als sis anys a l'equip de futbol sala de Narón O Freixo. L'any 1999 passa a formar part del Narón Balompé Piñeiros, participant en competicions de futbol sala i futbol-7. És convocat per a formar part de la selecció gallega de benjamins de futbol sala, en la qual coincideix amb Thiago Alcántara, i amb la qual es proclama campió d'Espanya. El 2001 passa a jugar en equips de futbol-11 del Narón Balompé fins que fitxa pel Deportivo de La Coruña en el 2004, quan té 14 anys.
Va continuar la seva formació a les categories inferiors del Deportivo de La Coruña, jugant a la posició de centrecampista. Comença a l'equip corunyès a la categoria cadet, passant després al juvenil. En aquesta etapa és convocat amb la selecció gallega sub-15 i amb la selecció espanyola sub-16. A la temporada 2006/07 el crida Joaquín Caparrós per a fer la pretemporada amb el primer equip.
Comença a jugar al segon equip del Deportivo, el Fabril, a la temporada 2007/08 i hi juga durant tres temporades. En l'última temporada amb el Fabril ja és convocat per Miguel Ángel Lotina al primer equip. El seu debut a Primera es va produir el 13 de desembre de 2009 a l'Estadi dels Jocs Mediterranis d'Almeria, en un partit contra la UD Almería (1-1). Va signar el seu primer contracte professional el 16 d'abril de 2010. El 15 de desembre de 2011 signa l'ampliació del seu contracte amb el Deportivo fins al juny de 2015.